# Helmut Tanzmann

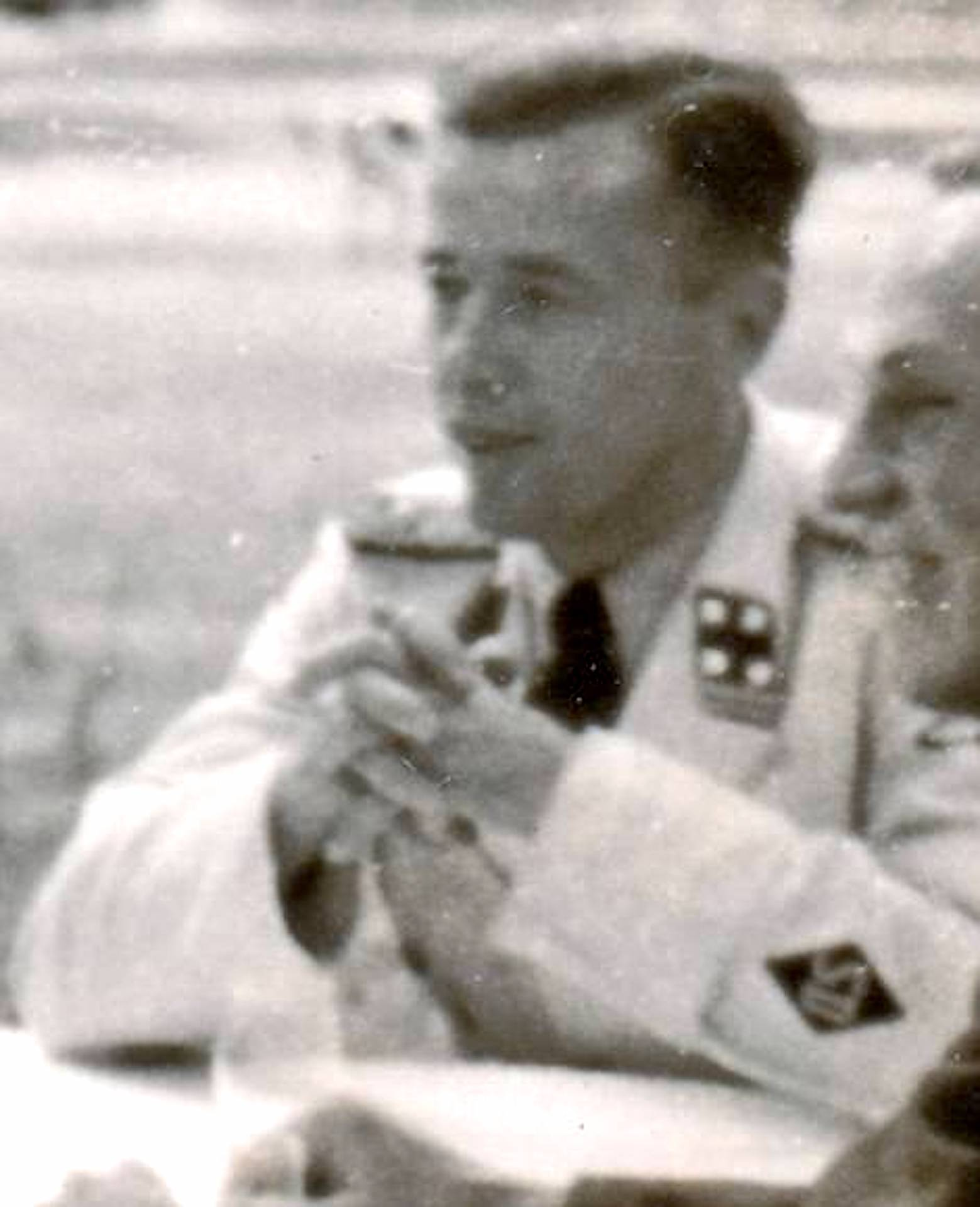
Helmut Tanzmann

Hellmut Tanzmann (* 18. Januar 1907 in Oschatz; † 6. März 1946) war ein deutscher Jurist, SS-Führer und Regierungsrat beim Sicherheitsdienst des Reichsführers SS (SD).

## Biografie
Hellmut Tanzmann besuchte das Gymnasium und studierte nach Abschluss seiner Schullaufbahn Rechtswissenschaft. Anfang der 1930er Jahre promovierte er zum Dr. jur. Von 1933 bis 1937 war er beim Finanzministerium in Sachsen tätig.
Tanzmann trat am 1. Mai 1933 der NSDAP (Mitgliedsnummer 2.433.947) und SA bei. Der SA gehörte er bis 1936 an und wechselte danach zur SS (Mitgliedsnummer 290.002). Tanzmann stieg in der SS 1941 bis zum SS-Obersturmbannführer auf. Ab 1937 war Tanzmann als Hilfsreferent beim Berliner Staatspolizeiamt tätig. Seit Januar 1938 wurde er im SD-Hauptamt als SS-Untersturmführer geführt. Seine Wohnanschrift war Berlin, Düsseldorferstraße 75.
Nach Ausbruch des Zweiten Weltkrieges war er von November 1939 bis Mai 1940 Leiter der Gestapo Danzig. Im deutsch besetzten so genannten Generalgouvernement war er danach beim Befehlshaber der Sicherheitspolizei und des SD (BdS) als Amtsleiter eingesetzt und war ab Juli 1941 Kommandeur der Sicherheitspolizei und des SD (KdS) in Lemberg. Im Distrikt Galizien organisierte Tanzmann auch Judenmorde und gab Mordbefehle gegen Juden („judenfrei“) aus. Diese sogenannten „Judenaktionen“, bei denen tausende Menschen erschossen wurden, wurden im Herbst 1941 aufgenommen und Ende 1941 vorläufig eingestellt. Nach Beginn der Aktion Reinhardt koordinierte Tanzmann als KdS den Einsatz der Sicherheitspolizei bei der Deportation von Juden in das Vernichtungslager Belzec.
Aus disziplinarischen Gründen – wegen Veruntreuung – wurde er als KdS Lemberg ab Ende 1942/Anfang 1943 kommissarisch vertreten und schließlich im März 1943 durch Josef Witiska offiziell in diesem Amt abgelöst. Hintergrund war eine Überprüfung der Polizeidienststellen im Distrikt Galizien durch Mitarbeiter des Rechnungshofes. Die Wirtschaftsprüfer entdeckten Wertgegenstände und schwarze Kassen mit Geldern ermordeter Juden, das Angehörige der Einsatzgruppe C der Polizei zur Verfügung gestellt hatten.
Danach wurde Tanzmann KdS in Montpellier, wo er bis August 1944 tätig war. In Montpellier koordinierte Tanzmann u. a. auch Judenverfolgungen und Deportationen sowie repressive Maßnahmen gegen den französischen Widerstand. Tanzmann war zeitweise auch als KdS in Marseille eingesetzt. Im Spätsommer 1944 bildete er das nach ihm benannte Sonderkommando Tanzmann (Kommando z. b. V. 21 Tanzmann), das aus etwa hundert Angehörigen der SD-Dienststellen Montpellier und Vichy bestand. Mit diesen Mitarbeitern wurde er über Flensburg spätestens zum Jahreswechsel 1944/1945 nach Nordnorwegen versetzt. Tanzmann löste dort – im Zuge der Verlegung der KdS/SD-Dienststelle Tromsø nach Narvik – Oswald Poche als KdS ab. Im Mai 1945 zählte diese Dienststelle noch 160 Mitarbeiter.
Bei Kriegsende flüchtete er im Mai 1945 als Angehöriger der Marine getarnt (unter dem Namen Erich Koch) zusammen mit 4 oder 5 Angehörigen des KdS Narvik auf einem U-Boot. Das Boot wurde von den Briten entdeckt, die Besatzung wurde umgehend festgenommen. In britischer Internierung wurde seine wahre Identität aufgedeckt. Tanzmann wurde daraufhin nach London gebracht und weiteren Verhören unterzogen. In einem Gerichtsverfahren wurde er hier zum Tode verurteilt und das Urteil am 6. März 1946 durch den Strang vollstreckt. Andere Quellen gehen von einem im Verhörzentrum London Cage verübten Suizid aus.